# Баттула

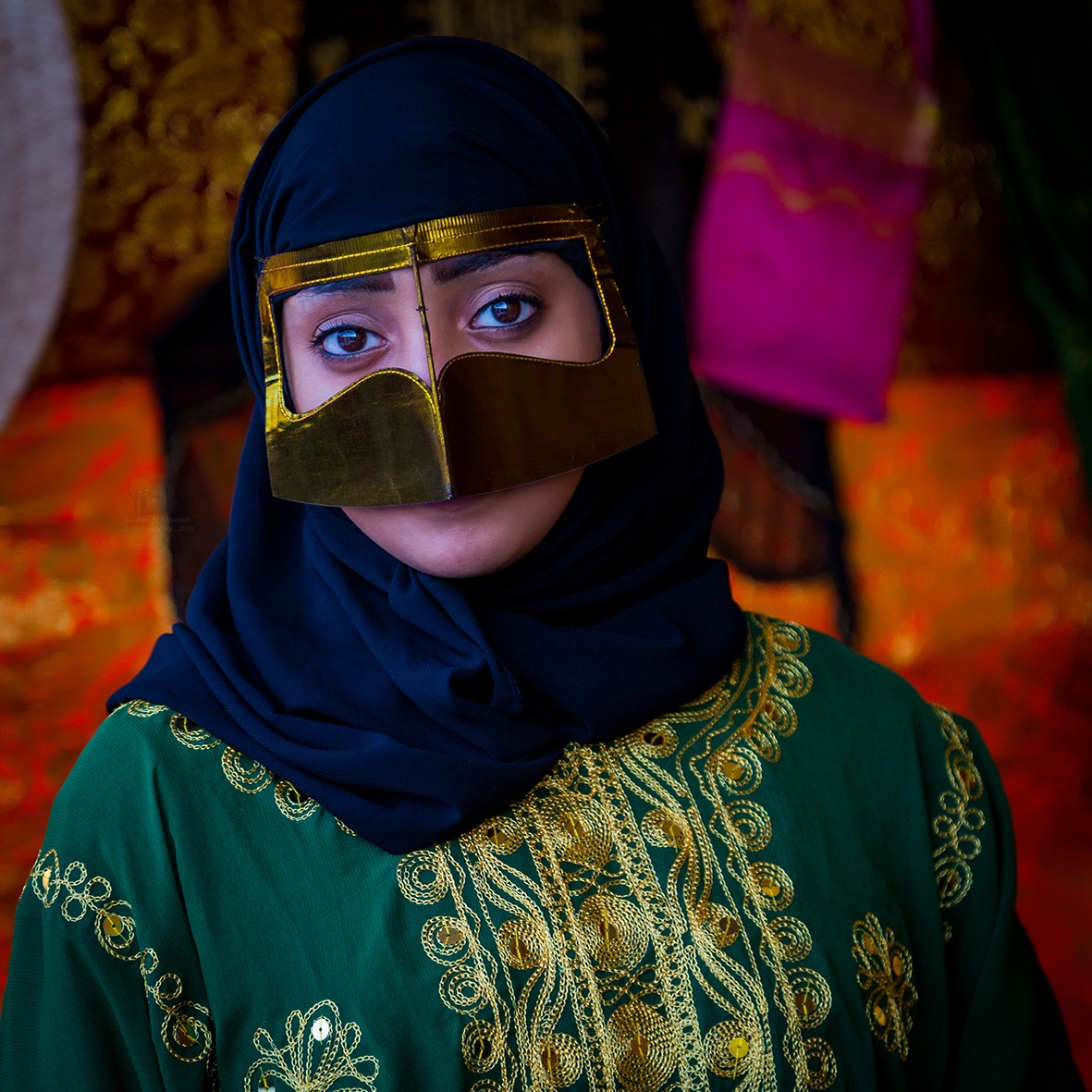
Жінка халіджі носить баттулу

Баттула (з арабської: بطوله, трансліт.  baṭṭūleh; перська: بتوله), також відома як бурка Перської затоки (з арабської: البرقع الخليجي).   — це металева модна маска, яку традиційно носять арабські халіджські та перські мусульманки в регіоні Перської затоки.
Баттула — це маска, яку переважно носять у Бахрейні, Кувейті, Омані, Катарі, Об'єднаних Арабських Еміратах, а також у деяких частинах східної Саудівської Аравії та південного Ірану. Зазвичай маска є ознакою одруження жінки, що її носить. Історично, Баттула також використовувалася, щоб ввести в оману ворогів. Вороги могли подумати, що жінки, яких вони бачили здалеку, насправді чоловіки.

## Походження
Походження баттули  невідоме. Існує кілька теорій щодо походження баттули.  Вважається, що вона потрапила на схід Аравійського півострова з Гуджарату наприкінці XVIII століття.

### Усні перекази про походження
Багато арабських бедуїнів вважають плем'я мутайр творцями баттули (або паранджі). Згідно з усною традицією бедуїнів, батько готувався видати свою дочку заміж за чоловіка, якого вона не бажала. Не маючи змоги відкрито відмовити, дівчина вирішила знайти рішення. Вона відрізала шматок чорної тканини з нерівними отворами для очей, щоб приховати своє обличчя, надійно прикріпивши його. Щоб доповнити образ, вона додала вільну білу тканину навколо ніг для додаткового покриття. Коли вона з'явилася перед потенційним залицяльником, її незвичайний вигляд шокував його, і пропозиція одружитися була відхилена.
Цей винахід набув популярності в племені мутайр, а згодом поширився на інші племена Аравійського півострова. Стверджується, що ця подія сталася приблизно в 1870 році нашої ери, про що йдеться у відомому вірші серед бедуїнів.

## Варіанти
Існує кілька варіантів баттули, деякі з яких є характерними для певних міст і регіонів. Дизайн "зріз Забіль" має вузьку верхню частину та широку вигнуту нижню частину. Цей варіант носять у Дубаї та Абу-Дабі. Варіант, який носять у Шарджі, нагадує зріз Забіль, але має таку форму, що верхня частина маски нахилена вперед. Дизайн «Аль-Айн» має вузьку верхню та нижню частини. Бахрейнська та катарська баттули мають квадратну форму. В Омані та Фуджейрі баттула дуже велика і ширша у верхній частині, з кінчиком, що виступає за лоб. У сусідній Саудівській Аравії замість баттули носять нікаб. У південних провінціях Ірану жінки-шиїтки носять червоні прямокутні маски, тоді як жінки-сунітки носять чорні або індиго з золотом, подібні до масок, які носять на Аравійському півострові. У Кешмі маски розроблялися з метою обману загарбників. Завдяки маскам вороги могли помилково сприйняти жінок за солдатів-чоловіків.
Баттула поступово виходить з ужитку серед молодого покоління.

## Галерея

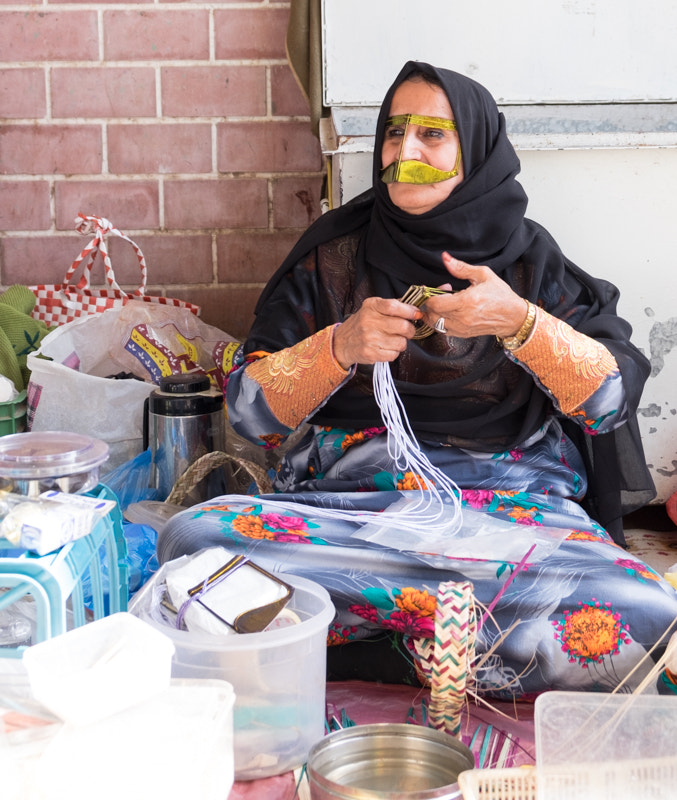
Жінка носить баттулу  в Об'єднаних Арабських Еміратах
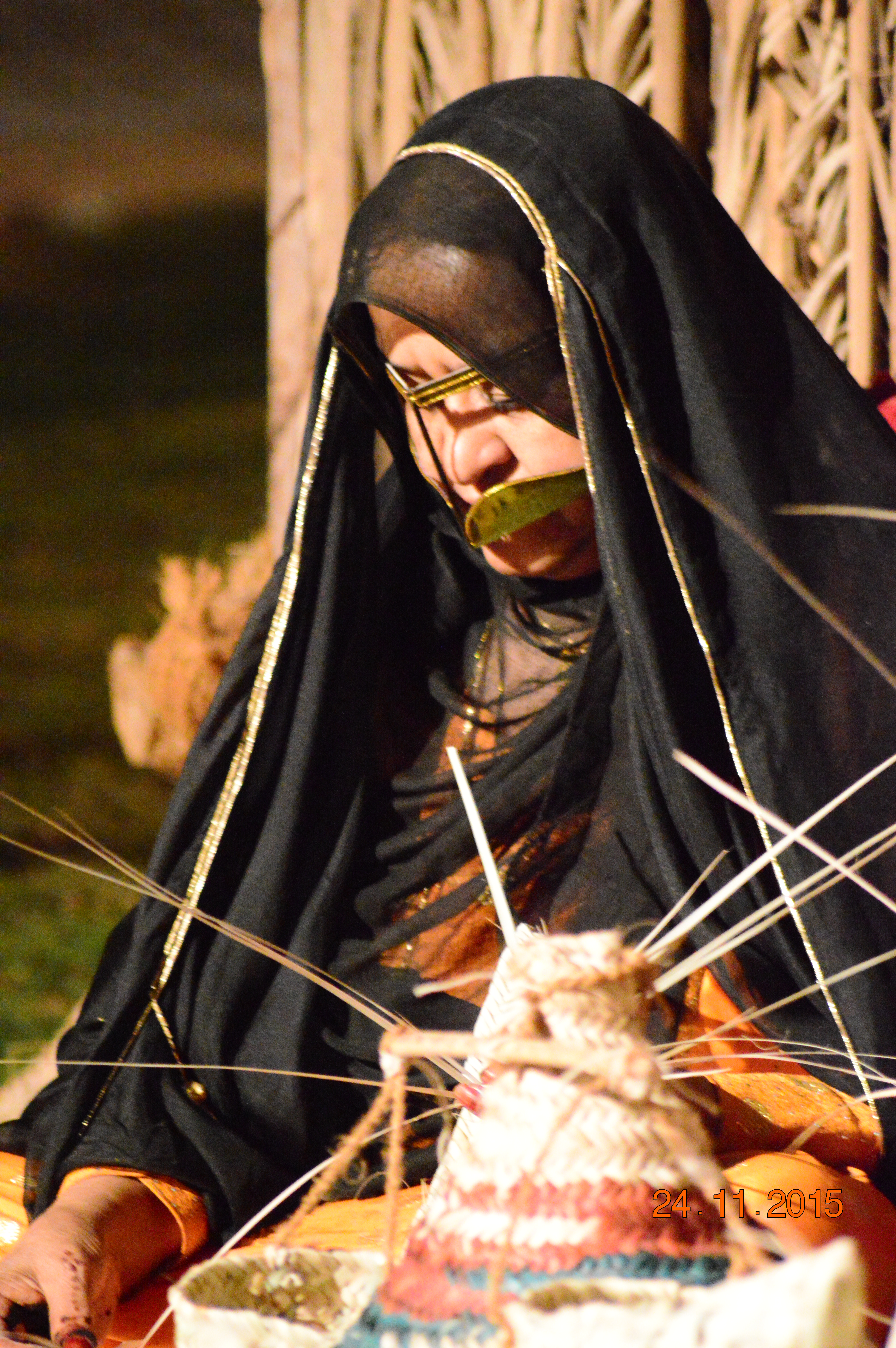
Літня жінка носить баттулу в Об’єднаних Арабських Еміратах.
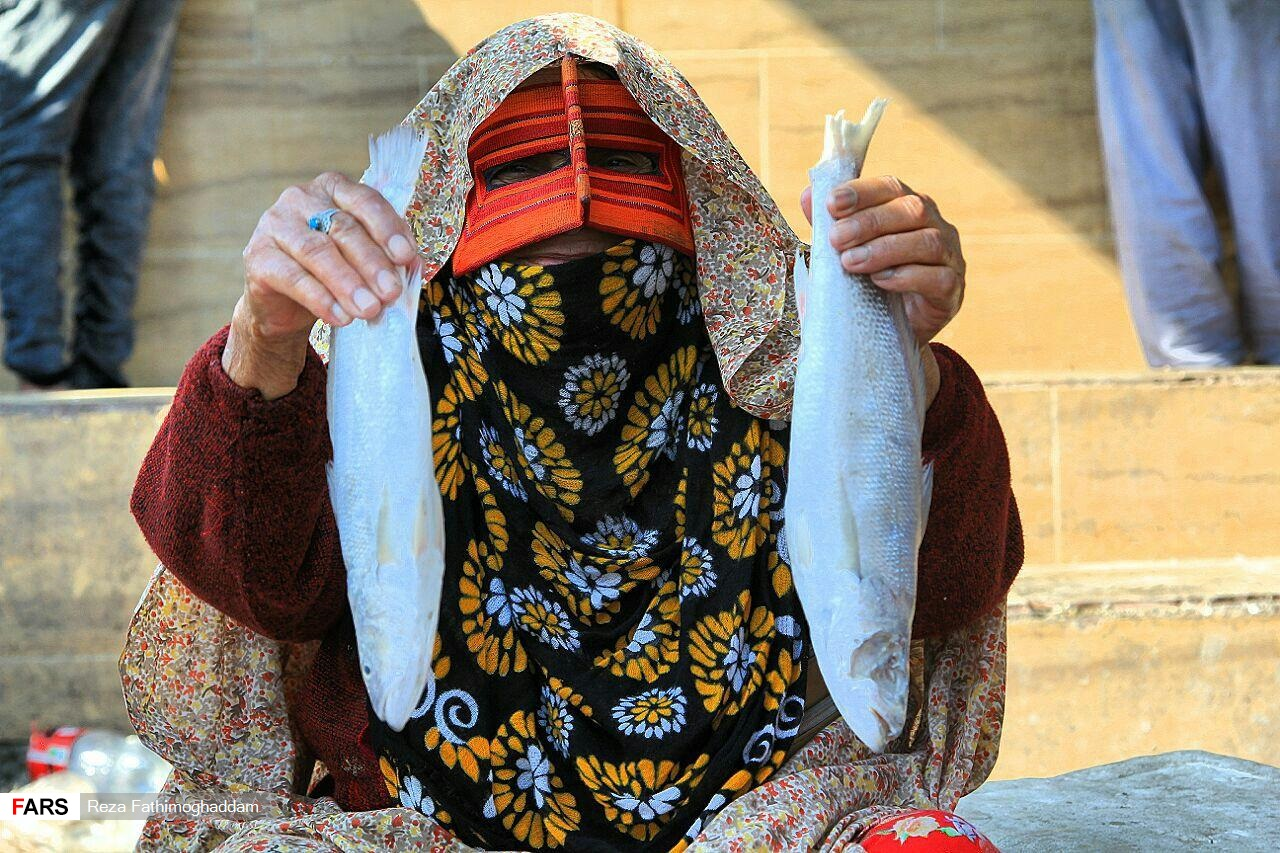
Жінка носить баттулу на рибному ринку в Бандар-Аббасі.
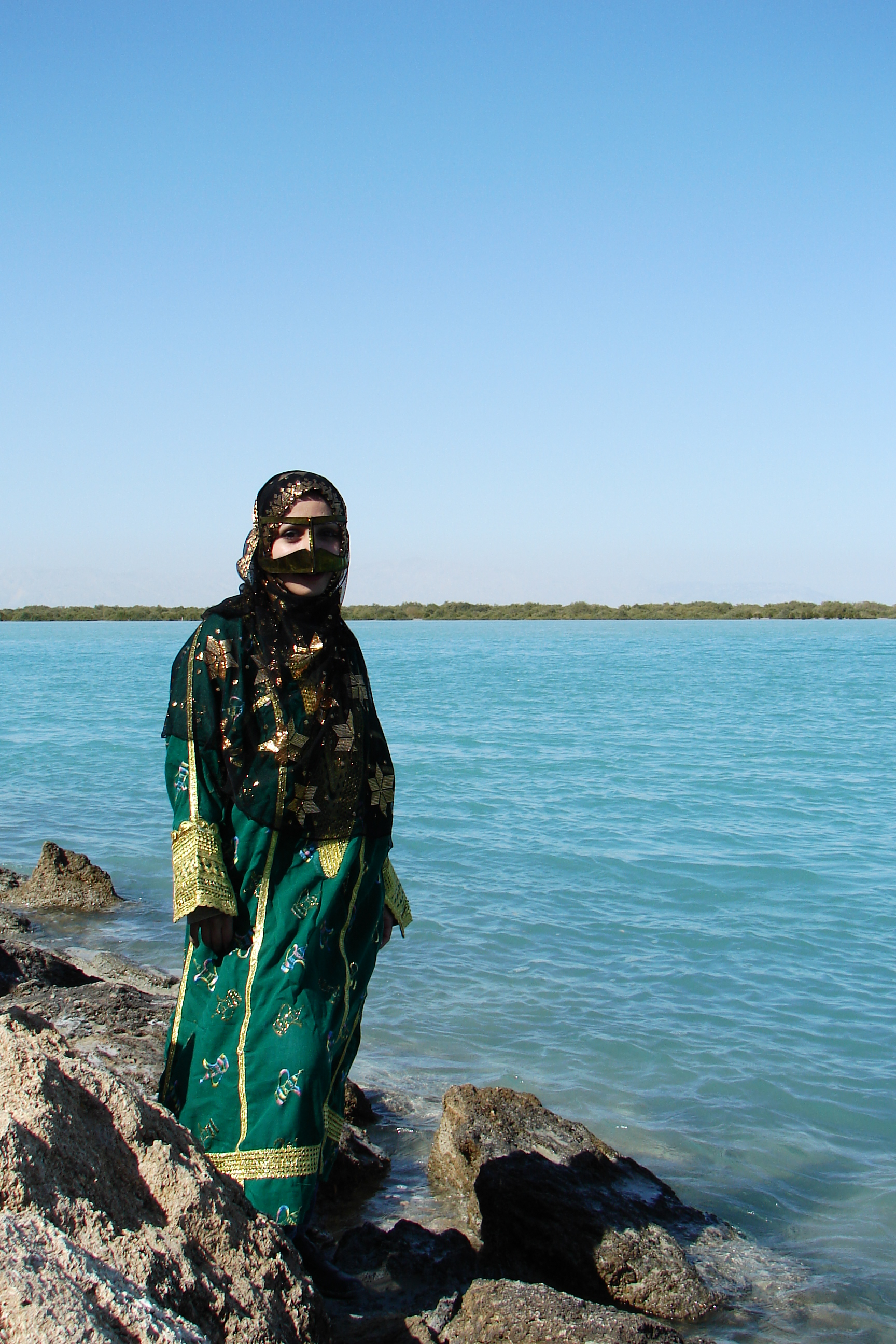
Жінка на острові Кешм носить баттулу.
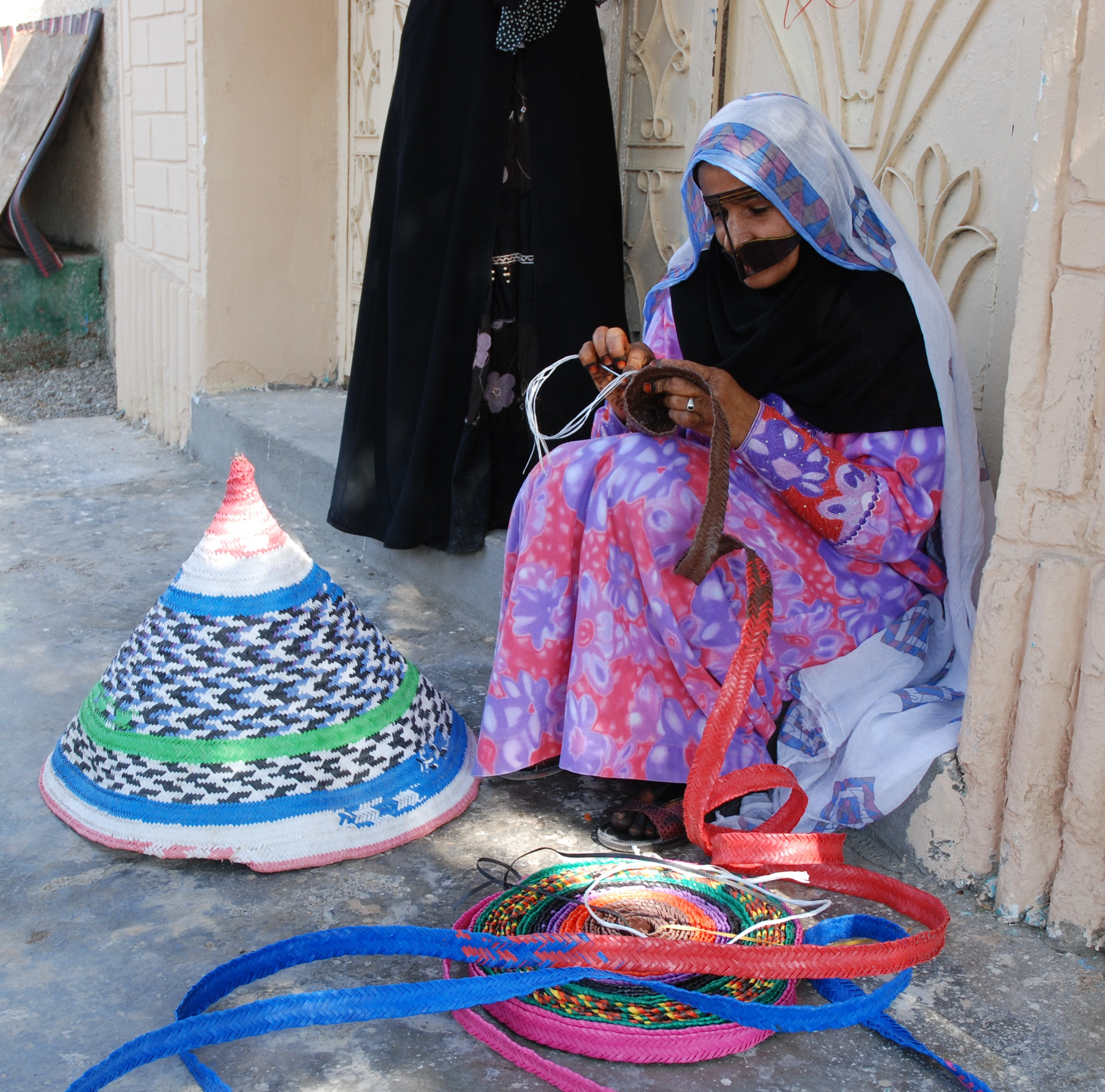
Літня Жінка в Омані носить баттулу.

## Дивіться також
- Нікаб
- Шайла